# Приказ о депортации украинцев в 1944 году
«Приказ о депортации украинцев» или Приказ № 0078/42 «О ликвидации саботажа на Украине…» —  нацистская агитационная листовка Третьего рейха на русском языке, напечатанная в 1944 году, экземпляр которой хранится в рассекреченном деле в Центральном государственном архиве общественных объединений Украины (бывший Архив Центрального Комитета Коммунистической партии Украины). Содержание листовки впервые было опубликовано в газете «Літературна Україна» 27 февраля 1992 года под видом «секретного приказа НКВД и НКО СССР». После публикации выяснилось, что исследователь Василий Марочкин, опубликовавший текст листовки в газете, скрыл часть текста, что исказило смысл документа.

## Краткое описание
Из содержания статьи «Выслать в отдельные края Союза ССР ВСЕХ УКРАИНЦЕВ…», опубликованной 27 февраля 1992 года в газете «Літературна Україна», следовало, что украинский историк Василий Марочкин, изучая рассекреченные документы в Центральном государственном архиве общественных объединений Украины, обнаружил совершенно секретный приказ № 0078/42 от 22 июня 1944 года «О ликвидации саботажа на Украине и о контроле над командирами и красноармейцами, мобилизованными из освобожденных областей Украины», подписанный Л. П. Берией и Г. К. Жуковым, которым предписывалось выселить «в отдельные районы Союза ССР всех украинцев, проживавших на временно оккупированной территории». Текст этого приказа, присланный Марочкиным в редакцию газеты, и  был опубликован в статье с послесловием от редакции.

## Текст приказа, опубликованный в газетной статье
Совершенно секретно
ПРИКАЗ № 0078/42
22 июня 1944 года        г. Москва
ПО НАРОДНОМУ КОМИССАРИАТУ ВНУТРЕННИХ ДЕЛ СОЮЗА ССР И НАРОДНОМУ КОМИССАРИАТУ ОБОРОНЫ СОЮЗА ССР:
Содержание: О ликвидации саботажа на Украине и о контроле над командирами и красноармейцами, мобилизованными из освобожденных областей Украины.
§ 1
Агентурной разведкой установлено:
За последнее время на Украине, особенно в Киевской, Полтавской, Винницкой, Ровенской и других областях, наблюдается явно враждебное настроение украинского населения против Красной Армии и местных органов Советской власти. В отдельных районах и областях украинское население враждебно сопротивляется выполнять мероприятия партии и правительства по восстановлению колхозов и сдаче хлеба для нужд Красной Армии. Оно для того, чтобы сорвать колхозное строительство, хищнически убивает скот. Чтобы сорвать снабжение продовольствием Красной Армии, хлеб закапывают в ямы. Во многих районах враждебные украинские элементы, преимущественно из лиц, укрывающихся от мобилизации в Красную Армию, организовали в лесах «зеленые» банды, которые не только взрывают воинские эшелоны, но и нападают на небольшие воинские части, а также убивают местных представителей власти. Отдельные красноармейцы и командиры, попав под влияние полуфашистского украинского населения и мобилизованных красноармейцев из освобожденных областей Украины, стали разлагаться и переходить на сторону врага. Из вышеизложенного видно, что украинское население стало на путь явного саботажа Красной Армии и Советской власти и стремится к возврату немецких оккупантов. Поэтому, в целях ликвидации и контроля над мобилизованными красноармейцами и командирами освобожденных областей Украины,
ПРИКАЗЫВАЮ:
1. Выслать в отдельные края Союза ССР всех украинцев, проживавших под властью немецких оккупантов.
2. Выселение производить:
а) в первую очередь украинцев, которые работали и служили у немцев.
б) Во вторую очередь выслать всех остальных украинцев, которые знакомы с жизнью во время немецкой оккупации.
в) Выселение начать после того, как будет собран урожай и сдан государству для нужд Красной Армии.
г) Выселение производить только ночью и внезапно, чтобы не дать скрыться одним и не дать знать членам его семьи, которые находятся в Красной Армии.
3. Над красноармейцами и командирами из оккупированных областей установить следующий контроль:
а) завести в особых отделах специальные дела на каждого;
б) Все письма проверять не через цензуру, а через особый отдел;
в) Прикрепить одного секретного сотрудника на 5 человек командиров и красноармейцев.
4. Для борьбы с антисоветскими бандами перебросить 12 и 25 карательные дивизии НКВД.
Приказ объявить до командира полка включительно.
Народный Комиссар Внутренних Дел Союза ССР БЕРИЯ.
Зам. Народного Комиссара Обороны Союза ССР, Маршал Советского Союза ЖУКОВ.
Верно: Начальник 4-го отделения полковник ФЕОДОРОВ.
(ЦДАГОУ, ф. 1, оп. 70, спр. 997, арк. 91).

## Обнаружение фальсификации
Уже в следующем номере, 5 марта, газета напечатала опровержение, подписанное директором архива, кандидатом исторических наук Русланом Пирогом. Выяснилось, что архивный документ, на который ссылается Марочкин, представляет собой немецкую агитационную листовку, изготовленную в 1944 году для распространения на территории СССР, и хранится в архиве именно в этом качестве. Об этом, кроме всего прочего, свидетельствует текст, опущенный Марочкиным в публикации: 

Украинцы!
Этот приказ находится в руках Германского Верховного Командования.
SK 566

Редакция газеты «Літературна Україна» принесла публичные извинения за дезинформацию читателей:

Публикуя текст приказа № 0078/12, газета, как и всегда в подобных случаях, доверилась публикатору, в данном случае кандидату исторических наук, нашему постоянному автору, писателю Василию Марочкину. Но, к сожалению, он не проинформировал редакцию, а соответственно и читателей о существенной детали своей находки, а именно о том, что текст приказа содержится не в аутентичном, то есть подлинном документе, а в листовке.
Не отметить этого дипломированный исследователь не мог, поскольку сам текст приказа напечатан в форме листовки, архивное дело, в котором он обнаружен, имеет тематическое название «Листовки, журнал «Вестник» немецко-фашистского и украинско-националистического Харькова» и содержит еще десятки других листовок, а главное — в конце текста четко напечатано: «Украинцы! Этот приказ находится в руках Германского Верховного командования».
Игнорирование этого принципиального обстоятельства и привело к дезинформации, поскольку наличие такого приказа может подтвердить только аутентичный документ, существование которого, учитывая сталинский геноцид целых народов, не исключено.
Обо всем этом и должен поведать публикатор, не торопясь на страницы газеты с сенсацией.
Вынуждены в дальнейшем от таких недобросовестных услуг отказаться.
Оригинальный текст (укр.)Подаючи текст наказу № 0078/12, газета, як і завжди в аналогічних випадках, довірилася публікаторові, в даному разі кандидатові історичних наук, нашому постійному авторові, письменнику Василеві Марочкіну. Та, на жаль, він не поінформував редакцію, а відтак і читачів про суттєву деталь своєї знахідки, а саме про те, що текст наказу міститься не в автентичному, тобто справжньому документі, а листівці.

Не завважити цього дипломований дослідник не міг, оскільки сам текст наказу видрукувано у формі листівки, архівна справа, в якій його виявлено, має тематичну назву «Листовки, журнал «Вісник» немецко-фашистского и украинско-националистического Харькова» і містить ще десятки інших листівок, а основне — в кінці тексту чітко надруковано: «Украинцы! Этот приказ находится в руках Германского Верховного Командования».
Зігнорування цією принциповою обставиною і призвело до дезинформації, бо наявність такого наказу може потвердити лише автентичний документ, існування якого, зважаючи на сталінський геноцид цілих народів, не виключено.
Про все це і мав би повідати публікатор, не кваплячись на сторінки газети з сенсацією.

Змушені надалі від таких несумлінних послуг відмовитися.

## Публикация Феликса Чуева
Публицист Феликс Чуев в книге «Солдаты империи» привел описание своей беседы с генералом В. С. Рясным (в 1944 г. — нарком внутренних дел УССР). По утверждению Чуева, приказ Жукова и Берии генералу был знаком и даже начал выполняться. Текст приказа, приведенный в книге, имеет незначительные отличия от опубликованного Василием Марочкиным в газете. В книге не затрагиваются вопросы достоверности текста, а его происхождение описано Чуевым в неопределенных выражениях. При этом в тексте «приказа» есть та же ошибка — «отдельные края» вместо «отдаленные края», что может свидетельствовать о том, что Чуев в своей книге использовал именно газетную публикацию Марочкина или её перепечатку.
Учитывая, что тираж немецкой листовки мог составлять не одну тысячу экземпляров, не исключено, что по роду своей деятельности нарком внутренних дел Рясной мог знать о её существовании.

## Доказательства фальсификации приказа нацистами
Содержание, терминология и детали оформления «приказа» давали серьёзные основания усомниться в его подлинности. Как факты фальсификации «приказа» пропагандистскими органами Германии исследователями приводятся следующие основные аргументы:
1. Реально проведенные депортации народов в СССР во время войны осуществлялись на основании постановлений Государственного комитета обороны, а не ведомственного или межведомственного приказа. О таком постановлении относительно украинцев ничего не известно.
2. По данным Центрального архива Министерства обороны РФ и Центрального архива ФСБ РФ приказ за № 0078/42 от 22 июня 1944 г. в этих архивах не числится. Существующий приказ по НКВД № 0078 за 1944 г. датирован 26 января, подписан заместителем наркома С. Н. Кругловым и посвящён совершенно другой теме.
3. «Приказ» неконкретен, не устанавливает ни одного ответственного за его исполнение лица или органа, никак не определяет распределение задач между НКВД и НКО.
4. В «приказе» явно упоминаются только два соединения, предназначенные для проведения депортации: «12 и 25 карательные дивизии НКВД». «Внезапная» (так в «приказе») депортация десятков миллионов людей силами двух дивизий выглядит технически невыполнимой задачей.
5. В «приказе» нет ни слова о взаимодействии с другими ведомствами, без которых вся операция очевидно невозможна (в первую очередь Наркоматом путей сообщения).
6. В «приказе» упоминаются «карательные дивизии НКВД». Нет никаких сведений о том, чтобы какие-то войсковые части и соединения в СССР в тот период носили официальное наименование «карательных».
7. Должность Г. К. Жукова в подписи указана неверно — «Заместитель народного комиссара» вместо «Первый заместитель».
8. Двойной номер межведомственного совершенно секретного приказа должен был бы иметь вид «0078/0042» (два нуля — признак совершенно секретного документа в нумерации и того, и другого наркомата), как в других подобных документах того времени.
9. В «приказе» упоминаются «особые отделы», которых в войсках не существовало с апреля 1943 г.
10. В «приказе» военнослужащие Красной Армии названы «красноармейцами» и «командирами». В 1944 г. в официальных документах употреблялось слово «офицеры» вместо принятого до 1943 г. «командиры»[6][7].

«Приказ № 0078/42» широко используется публицистами и политиками антисоветского и националистического направления как безусловно подлинный документ. При этом утверждается даже, что обнаружен оригинал приказа (со ссылкой на книгу Чуева).